# Суму-абум
Суму-абум (Су-абу) (д/н — 1881 або 1817 до н. е.) — 1-й цар Вавилона близько 1897/1895-1883/1881 років до н. е. (за короткою хронологією — 1830—1817 до н. е.). Ім'я перекладається як «Син батька». Засновник Першої (Аморейської) династії Вавилону.

## Життєпис
Син Дадбанаї, вождя аморейського племені ярурум. Невідомо, коли саме успадкував владу над племенем. Можливо, деякий час перебував на службі в правителя одного з шумерських міст. Зумів відвоювати в міста-держави Казалу поселення Вавилон, де став володарем (тривають суперечки чи оголосив він себе царем-лугалем або мав інший титул). Обніс його міцною стіною, прорив кілька каналів для забезпечення міста водою. Південна межа володіння Субу-абума проходила близько 30 км від Вавилона, біля Дільбат.
Невдовзі розпочав активну загарбницьку політику. Другим роком правління Суму-абума датується один з документів з Дільбат. У 3-му році свого правління закріпився в місті Кібальмашда, яке ототожнюють з Еліпом (в бік міста-держави Кіш). На 9-му році він зміцнив Дільбат. На 13-му захопив і зруйнував місто Казаллу, свого давнього суперника.
Водночас з потужною державою Кіш намагався підтримувати добрі відносини і навіть підносив його верховному богу Забаба подарунки. Також відправляв подарунки храму божества Шамаш в місті Сіппар. У самому Вавилоні звів храми, присвячені богиням Нанна і Ніншина.
Йому спадкував син Суму-ла'ел.